# Nilde Iotti
Leonilde Iotti dite Nilde Iotti, née le 10 avril 1920 à Reggio d'Émilie et morte le 4 décembre 1999 à Poli, est une femme d'État italienne, membre du Parti communiste italien (PCI) et présidente de la Chambre des députés de 1979 à 1992.
Elle est la première femme à être élue à la présidence d'une assemblée législative italienne. Ayant présidé la chambre basse durant trois législatures, elle détient le record de la plus longue occupation de cette charge. En 1992, alors désignée candidate à la présidence de la République par son parti, elle ne parvient pas à se faire élire.
Elle est considérée comme l'une des principales figures féminines de l'histoire politique de l'Italie.
Elle est la compagne du dirigeant communiste Palmiro Togliatti.

## Biographie

### Famille et formation
Le père de Nilde Iotti est militant du mouvement ouvrier et persécuté par le régime fasciste, meurt alors qu'elle a 14 ans. 
Grâce à une bourse, elle poursuit des études de littérature et philosophie à l’université catholique du Sacré-Cœur dont elle sort en octobre 1942 puis enseigne jusqu’en 1946.
Elle prend part au mouvement de résistance contre les envahisseurs nazis pendant la Seconde Guerre mondiale au sein des groupes de défense des femmes (it) . 

### Membre du PCI et députée
Après la fin de la guerre et le référendum mettant fin au règne de la maison de Savoie, en 1946, Nilde Iotti est élue membre de l'Assemblée constituante, devenant l'une des 21 premières femmes à siéger dans une assemblée parlementaire en Italie. Elle compte aussi parmi les 75 membres chargés de rédiger la Constitution républicaine de l'Italie. Co-rapporteure avec le démocrate-chrétien Camillo Corsanego sur le thème de la famille, elle défend l'émancipation les femmes afin qu'elle soient reconnues comme citoyennes à part entière. Elle se bat pour l’égalité entre époux, la reconnaissance du droits des enfants nés hors mariage et de leur famille. Elle s'oppose aussi à l'introduction du principe d'indissolubilité du mariage dans la constitution.  
En 1948, deux ans après son adhésion au Parti communiste italien (PCI) le 2 juin 1946, elle est élue députée à la Chambre. Elle dépose en 1955 un projet de loi pour à protéger les femmes au foyer grâce à une pension et des assurances.
En 1956, elle fait partie du comité central du PCI et rejoint sa direction en 1962,.
Elle s'implique avec succès pour que la loi autorisant le divorce reste en vigueur lors du référendum sur le divorce en 1974 et pour le droit à l’interruption volontaire de grossesse en 1978.

### Présidente de la Chambre des députés
Le 20 juin 1979, elle est élue présidente de la Chambre des députés à l'issue d'un seul tour de scrutin après avoir reçu 423 suffrages. Sa candidature, proposée par les communistes, avait reçu l'approbation de la Démocratie chrétienne. Elle devient alors la première femme élue à la présidence d'une assemblée parlementaire italienne et la première à devoir assumer l'une des plus hautes fonctions de l'État. Elle est reconduite à cette charge en 1983 puis en 1987.
Le 24 juin 1985, Nilde Iotti, en sa qualité de présidente de la Chambre des députés, a présidé la session conjointe des parlementaires et délégués régionaux convoqués pour l'élection du huitième président de la République italienne ; elle est ainsi la première femme chargée d'un tel office.
Chargée de vérifier les contours d'une majorité parlementaire par le président de la République Francesco Cossiga en 1987, elle échoue toutefois un former un gouvernement. Elle est la première communiste et la première femme à recevoir cette responsabilité. Dans le cas contraire, elle serait devenue la première femme appelée à la présidence du Conseil des ministres.
Après les élections parlementaires de 1992, elle renonce à la présidence de la chambre basse tout en demeurant députée et rejoint la commission parlementaire pour les reformes institutionnelles comme présidente.

### Candidate à la présidence de la République
Quelques semaines après avoir quitté la présidence de la Chambre des députés, Nilde Iotti figure parmi les candidats possibles à la présidence de la République italienne, après la démission du chef de l'État sortant, Francesco Cossiga.
Soutenue par le Parti démocrate de la gauche (PDS), elle recueille notamment 256 suffrages au quatrième tour de l'élection présidentielle de 1992 mais n'est finalement pas élue. Sa candidature est retirée pour permettre un accord entre les partis.
Elle renonce le 18 novembre 1999 à son mandat de députée.

## Vie privée

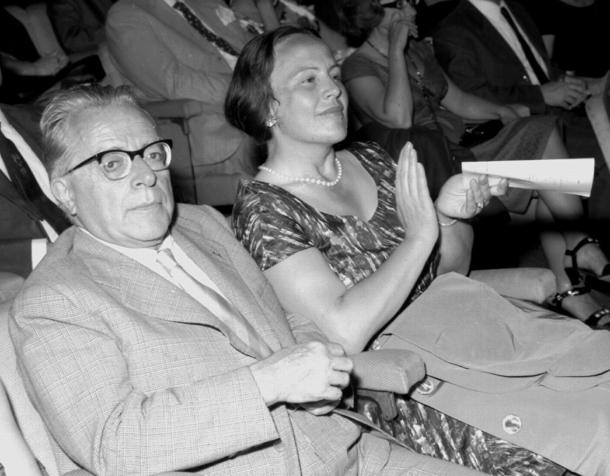
Palmiro Togliatti et Nilde Iotti.

Nilde Iottu fut durant de nombreuses années la compagne de Palmiro Togliatti. Elle partagea la vie du secrétaire national du PCI jusqu'à la mort de ce dernier en 1964. Ils adoptent ensemble une fille.
Leur relation fut rendue publique en 1948, après la tentative d'assassinat commise contre Togliatti, quelques jours après les élections générales italiennes. La nouvelle est fraîchement accueillie par l'opinion publique en Italie, de nombreux communistes compris, parce qu'à l'époque Togliatti était marié avec Rita Montagnana,.
Elle est enterrée le 6 décembre 1999 à côté de Palmiro Togliatti après des obsèques nationales.